# Valverset
 Valverset  est un site naturel situé à l’ouest de la commune de Leuglay, dans le département de la Côte-d'Or.

## Description
Le site est un marais tuffeux de pente typique du Châtillonais, situé en limite d’un grand massif forestier.

## Statut
Le site est classé Zone naturelle d'intérêt écologique, faunistique et floristique (ZNIEFF) de type I, sous le numéro régional no 10180000.
Les marais tufeux du Châtillonnais sont classés Sites d'Importance Communautaire Natura 2000.

### Flore
La flore comporte des espèces boréales rares et protégées :
- le Choin ferrugineux  (Schoenus ferrugineus) ;
- la Swertie pérenne (Swertia perennis) ;
- la Gentiane pneumonanthe ;
- ainsi que des orchidées rares[2] :
  - l'Orchis incarnat,
  - l'Épipactis des marais.

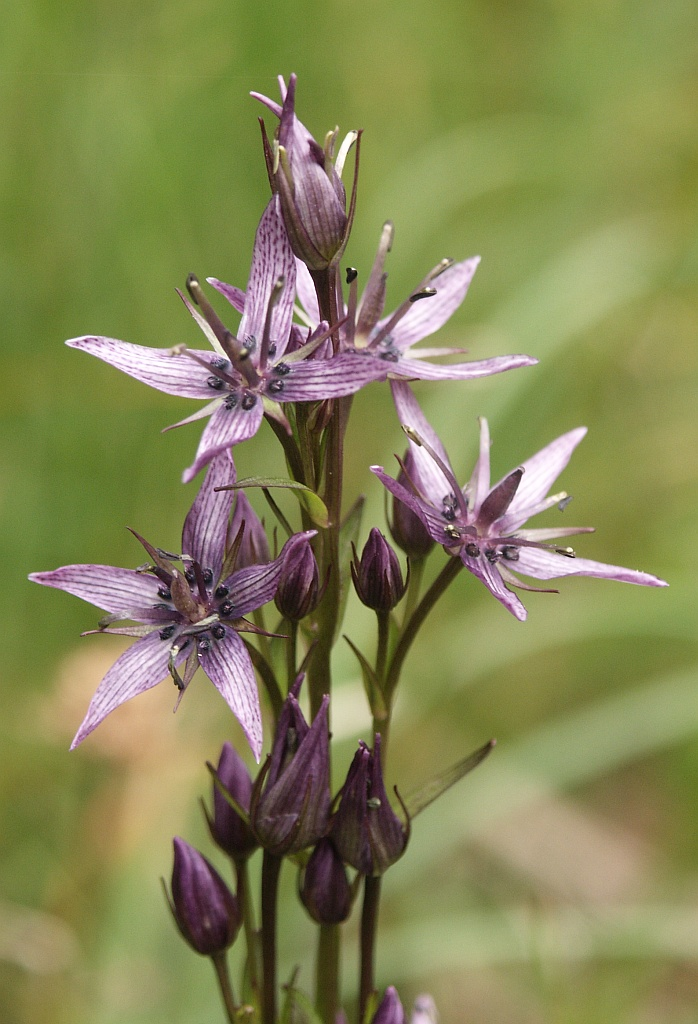
Swertie pérenne.
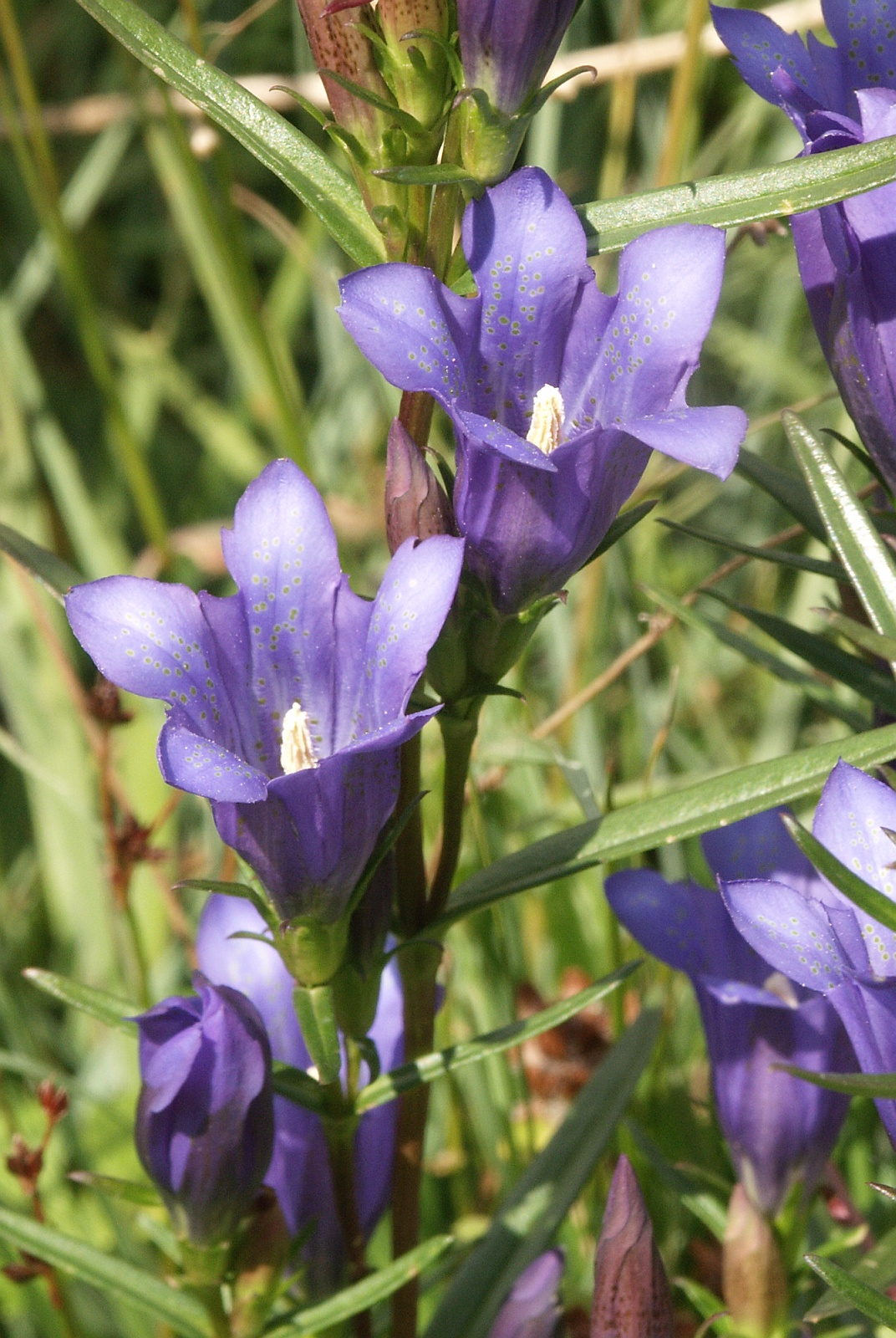
Gentiane des marais.
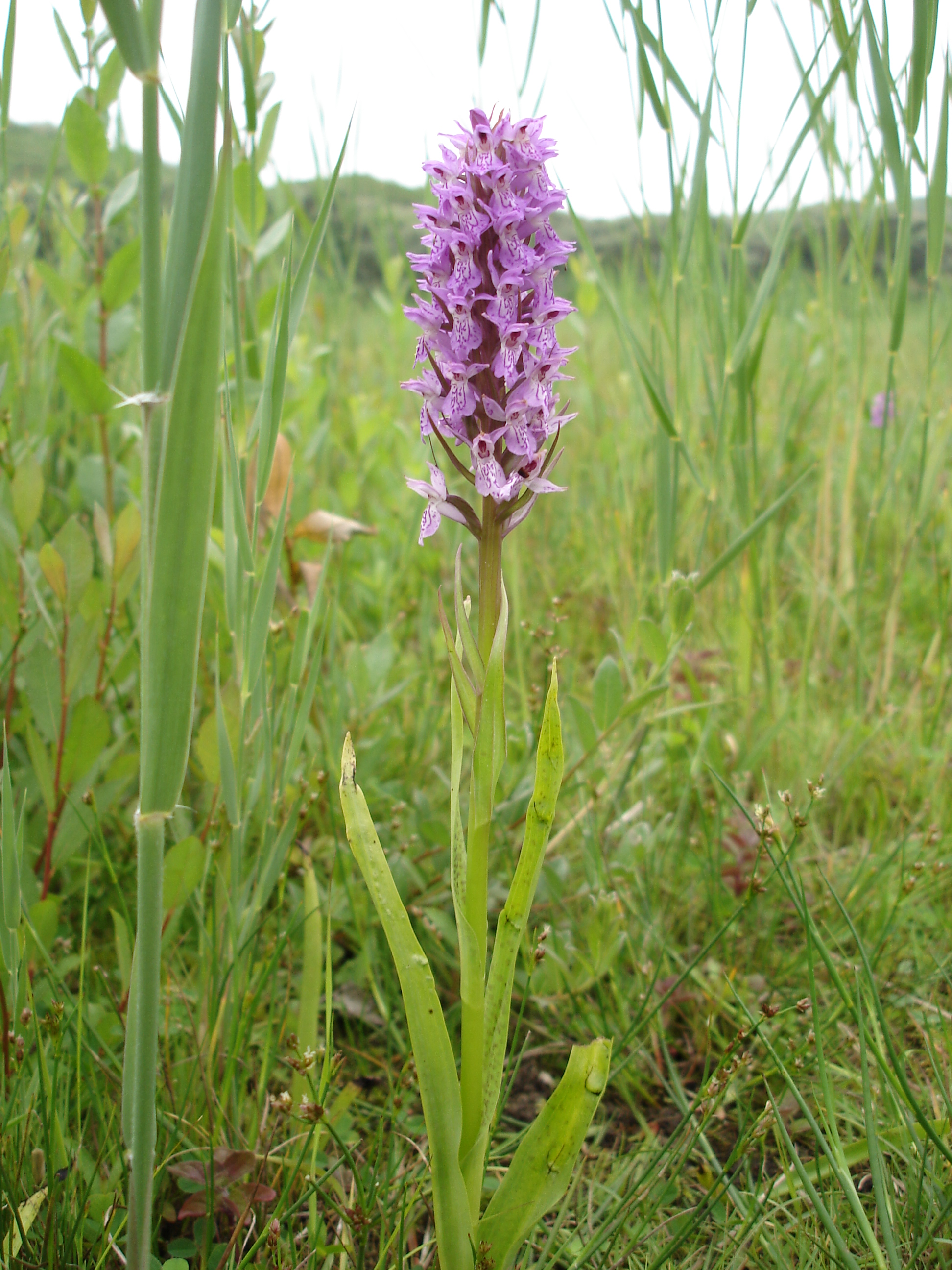
Orchis incarnat.
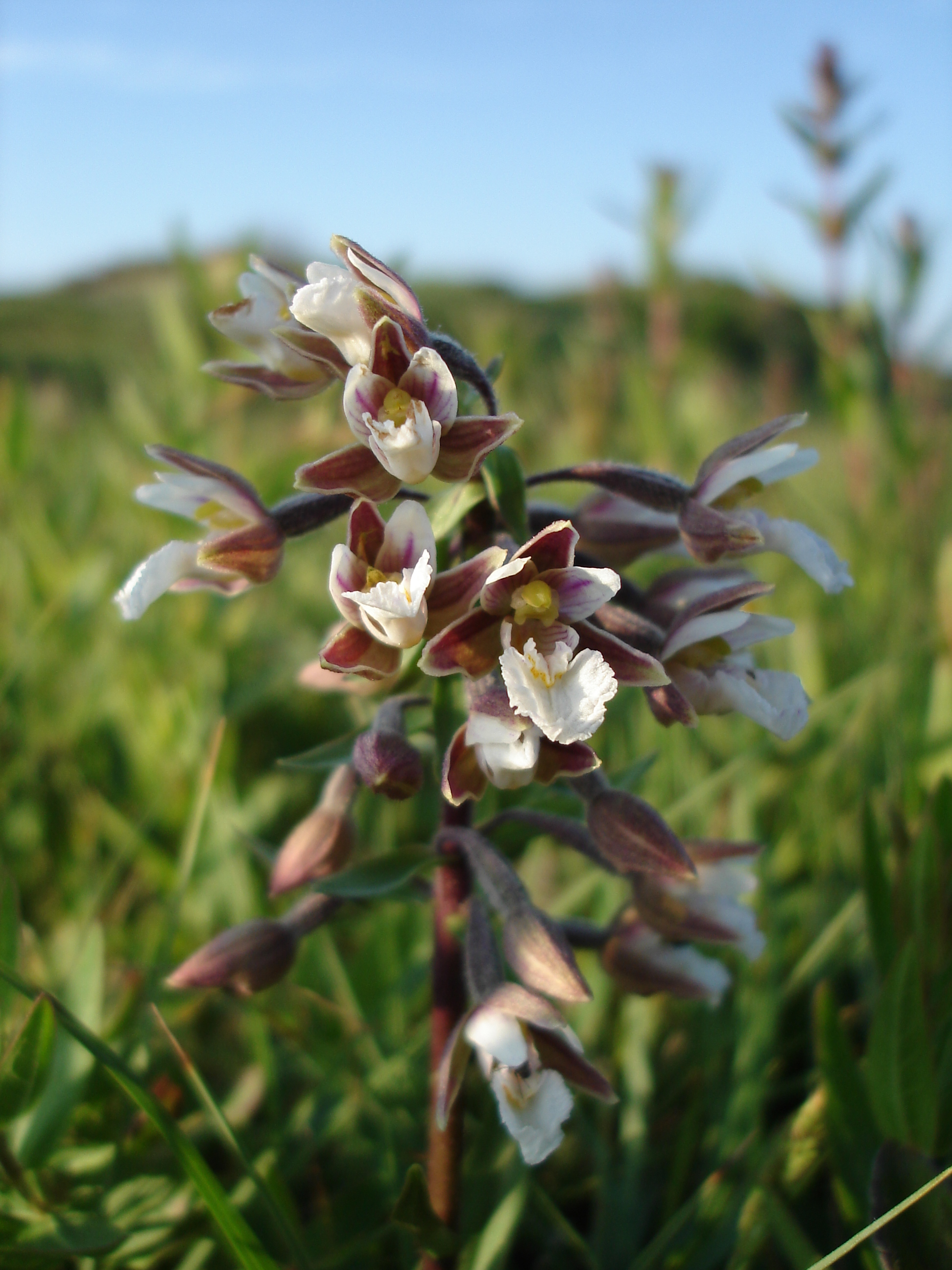
Épipactis des marais.